# 東京プロレス
東京プロレス（とうきょうプロレス）は、かつて存在した日本のプロレス団体。
日本プロレスを退団した豊登とアントニオ猪木を主力選手として1966年に旗揚げされた。

## 歴史

### 豊登の日本プロレス追放 - 新団体旗揚げへの準備
社長であった力道山死後の日本プロレスは、社長に就任した豊登を中心に、芳の里淳三・遠藤幸吉・吉村道明の4人を中心としたいわゆる「トロイカ体制」を組む形を取って難局を乗り切る中で、豊登がエースであったものの、その豊登を凌ぐ存在としてジャイアント馬場が台頭していた。
そのような中で日プロは、1965年11月24日に行われた役員会で豊登の社長解任を決議して1966年1月5日、社長辞任が正式に発表された。この時点で表向きは持病だった尿管結石の悪化で辞任という形で発表されたが、3月21日に正式な解任理由が後任の社長に就任していた芳の里から発表され、解任の理由は「豊登の不透明な公金流用」で、1965年11月から欠場していたのは「会社の資金を横領し、競馬・競輪などのギャンブルに流用していたことが発覚したため」であり、実際には謹慎処分にしていたと公表した。その負債額は当時の額で2千万・4千万円とも言われていた。
日本最大のプロレス団体「日本プロレス」を追放された形となった豊登は、新間信雄・寿父子に接触して新団体を旗揚げする意向を表明。豊登には日プロから数百万円の退職金が発生していたが、全てギャンブルに使い込んでしまい予算が無かったため、渋谷の連れ込み宿を用いて旗揚げ表明となった。
豊登の新団体旗揚げ表明を受けて日プロから田中忠治、木村政雄、斎藤昌典、北沢幹之が離脱して新団体へ参加することになり、2月から静岡県伊東市で合宿を開始した。しかし豊登が参加メンバーとして想定していた芳の里。大木金太郎、ヒロ・マツダ、星野勘太郎、高千穂明久らは日プロに留まったため、手薄な選手層であることは明白であった。
そこで豊登は新団体の目玉として、弟分的な存在であったアントニオ猪木の引き抜きを画策することにした。

### 太平洋上の略奪
1966年3月10日、アメリカに遠征していた猪木は日プロの「ワールド・リーグ戦」へ凱旋参加するため、アメリカでの武者修行を打ち上げてレフェリーの沖識名とともに、馬場や吉村との合同トレーニングへ向けロサンゼルスからハワイへ移動することとなった。
猪木は当時ライバルであった馬場の遠征時の扱いと比べ遠征中に日プロから何も連絡がなかったことや、日本では常に猪木の先を走っていた馬場の人気が沸騰していたことも重なり「俺は本当に日プロから大事にされているのか。馬場さんとの差がどんどん開いていく気がする」と自分への待遇に疑問を抱くようになっていた。猪木のハワイ到着時のマスコミの取材も少なく、しかも到着日に宿泊するホテルが予約されていなかったこともあって、日プロの対応にますます不安感を持った猪木を豊登がハワイ入りして口説いた。
1966年3月13日、日プロ側は3月9日にハワイ入りしていた馬場に加えて役員の吉村を派遣し、猪木の豊登新団体への参加を阻止せんとした。猪木は3月19日夕方のホノルル国際空港発の航空機で馬場と吉村、沖と一緒に帰国することを一度は承諾した。結局、猪木は馬場・吉村・沖の帰国当日、ハワイへ到着した豊登の説得を受けて豊登新団体への参加を決意することとなった。その後、猪木は3月21日に日プロへ国際電話を入れて退団する事を表明し、4月23日に豊登と共に帰国した。この一件は俗に「太平洋上の略奪」と呼ばれる。なお猪木を引き抜くために新間が父に頼んで工面した100万円は、豊登が全部ギャンブルに使っていた。
猪木を豊登に奪われる形となった日プロは、これまで表沙汰にしなかった一連の豊登の行動を批判する形で除名処分とすることを決定し、豊登に対して告訴も検討することも日プロ社長の芳の里が明らかにした。会見に同席した日本プロレス協会会長の平井義一は豊登について「新団体結成なんて夢のような話で問題にならない。嘘を平気で付くような人間の話が信じられるか。あちこちウロウロしてスポンサーを探していたようだが、カネにだらしない豊登に金を出す奴などいない」と強い口調で断罪している。豊登と同様に田中忠治、木村、斎藤も日プロを除名されたが、もう1人の当事者であった猪木と後に付いて行った北沢に対しては「若い猪木は豊登に騙されている」として、処分が下ることはなかった。

### 旗揚げ
1966年4月18日、豊登・新間らは東京プロレスの設立会見を行った。資本金は300万円、会長に定野道春（豊登）、社長に猪木が就任と発表したが、設立時点での登記上の代表取締役は斎藤昌典（マサ斎藤）であり、猪木は設立から後述の崩壊まで登記上の代表取締役には就任していなかった（崩壊時の登記上の代表取締役は北沢幹之であった）。その後、東京プロレスには大相撲出身の永源遙、寺西等（寺西勇）、栄田幸弘（仙台強を経て大剛鉄之助）、摺崎武二（大磯武）、柴田勝久、中川弘が入団し、元日プロのマンモス鈴木、竹下民夫が加わった。同年6月には興行会社と上部機関となる「東京プロレス協会」の人事が発表され、同協会のコミッショナーには商法学者で大阪学院大学教授の板橋菊松が就任した。
しかしこの時点で有力なスポンサーやプロモーターが付いていない状態であり、当初経営陣は毎日放送にテレビ中継の話を持ち込み、現場・編成サイドでは一旦合意したが、当時の社長だった高橋信三の反対により立ち消えになったという。
選手側は静岡県の伊東、次いで神奈川県の葉山に合宿を続けていたが、資金不足のためリングも練習器具も用意されず、山中を走ったり砂浜での受け身の練習を続けている状態であり、既にこの段階で豊登の悪癖でもある資金の私的流用が始まっており、合宿の米代にも窮していたとされている。
スポンサーやテレビ放映がないものの、看板選手である猪木を含め、選手をある程度確保できたことで見切り発車の形ではあるものの、1966年8月に旗揚げ戦を蔵前国技館で開催することを発表した。しかしこの情報を聞きつけた日プロは、豊登による新団体を短期間で崩壊させるべく妨害工作を開始。日本テレビに対し、当時は使用料が蔵前国技館より高額だった日本武道館における興行を打診したと同時に、日本プロレスも日本武道館大会の目玉にすべくフリッツ・フォン・エリックの招聘交渉を開始した。
1966年10月12日、蔵前国技館において「東京プロレス」（会社名は「東京プロレスリング興業」）の旗揚げ戦が行われ、9千人の観衆を集めた。猪木対ジョニー・バレンタインとの一騎討ちがメインイベントとしてマッチメイクされ、猪木が勝利。アメリカ修行の成果をアピールする形となった。
しかし華々しいスタートとは裏腹に、有力な興行基盤を持たない東京プロレスは早々に経営が悪化する形となった。東京プロレスの旗揚げと同時に、設立された同団体専門の興行会社『オリエント・プロモーション』を中心に営業活動を行っていたが、地方での営業面では日プロに圧倒されており、全34戦を予定していた東北地方を中心とした旗揚げシリーズはキャンセル（計14戦）が相次ぎ、最終的に全20戦が行われる。また、有力な資金源であるテレビ局と契約は出来なかった。
このような最悪の経営状況の中でも、豊登は相変わらず資金を横領の上でギャンブルに私的流用しており、東京プロレスリング興業は事実上豊登の個人会社状態となっていたと言われる。猪木の発言によるとこの時点で「ギャンブルによる借金は5千万円近くあり、事実上東京プロレスの負債に回された」と証言しており、当時若手選手であった永源も「（現在と貨幣価値が違うとはいえ）公務員が月給2万円を越えていた時代に、年俸は1万円だった」と後に述懐している。旗揚げ後は選手の合宿所も設置されたものの、食費は会社持ちであったがその米代にも窮していたといわれた。興行収益の無さや豊登による公金の私的流用も相まって窮乏する悪いムードの中、東京プロレスにとっては致命的な事件が発生する。

### 板橋事件
東北での旗揚げシリーズが惨敗に終わった中、帰京して行われた同年10月26日の板橋区志村高校脇広場大会では4千人の観衆を集めたが、その1ヶ月となる11月26日、同じ板橋区内の元都電板橋駅前広場大会をプランニングした。前回の板橋大会で得た収益が過去の赤字補填に費やされたことにより、無理に興行日程に組み入れたともいわれる。しかし冬の11月末になる寒い野外試合であり、1か月前に近隣で興行を済ませたこともあって観客が集まらなかった。
試合開始前に、突然大会の中止が集まった観客に告げられた。長く待たされた挙句に何の説明も無く、突然の中止を告げられたことで観衆は激怒。リングを破壊した上に放火をする事態になってしまった。この暴動を収拾するために、警官隊が多数動員されて鎮圧する事態ともなる。これが世に言われる「板橋事件」であった。
大会中止の理由として、ギャラを支払わない東京プロレスに対して外国人選手達が出場をボイコットした説、観客の数が余りに少なく豊登が「こんなのはやるだけ無駄だな」と勝手に判断して引き揚げたという説、「オリエント・プロモーション」が猪木らに約束していた未払い金を支払わなかったために引き揚げたという説、などがある。この不祥事は一般紙の社会面にも掲載され、東京プロレスは社会的信用を失墜する形となった。

### 豊登派とアントニオ猪木派の決裂
1966年11月27日、日プロが招聘していたフリッツ・フォン・エリックが来日し、東京国際空港で行われた記者会見で、当時プロレス&ボクシングの編集長だった竹内宏介の質問に対し、エリックは「ジョニー・バレンタインのUSヘビー級王座は偽物だ」と回答して東京プロレスを牽制した。日プロは12月3日に日本武道館大会を開催し（馬場VSフリッツのインターナショナル・ヘビー級王座戦とアジアタッグ王座決定戦）、当日券は完売し14,500人の観客動員を記録するなどして興行自体は成功に終わった。
一方の東京プロレスは、12月14日から再び地方シリーズを強行しながらも興行的に惨敗し、年内最終戦となった12月19日の東京体育館大会（メインは猪木VSスタン・スタージャックのUSヘビー級王座戦）も主催者発表で2,500人（実数は1,000人以下）に終わり、東京体育館大会が東京プロレスとして最後の興行となった。
シリーズ終了後に猪木は豊登との決別を選択。資金難の中でも依然として公金横領、ギャンブルへの流用を止めない豊登の無責任極まりない行動に対しての決断であった。猪木らは極秘裏に、新宿にあった事務所から必要な荷物を新たに用意した北青山の事務所へ移し、豊登派とは別に新会社「東京プロレス株式会社」を設立。

### 国際プロレスとの業務提携 - 崩壊
猪木はほぼ同時期に日プロから独立して設立された国際プロレスとの業務提携に向け、社長の吉原功、ヒロ・マツダ（マツダと猪木はアメリカで面識があった）と連絡を取り合っていた。
明けて1967年、猪木は斎藤や木村らとともに国際プロレスとの合同興行の形で行われた「パイオニア・シリーズ」（旗揚げ興行）に参加したが、この興行に（ポスターやパンフレットに掲載されていた）豊登と田中忠治は参加しなかった。
合同興行の最中である1月8日、猪木は東京・銀座で弁護士・経理士の立ち合いのもと会見を開き、豊登と新間父子を「業務上背任横領容疑」で告訴したことを発表した。猪木側によれば「1966年の興行収益は約3,700万円あるうち、豊登が2,000万円を横領。日本人レスラーには一銭も払われておらず、東京プロレス興業は帳簿もないうえに、経理も極めて不明瞭であった」と告発した。これに対して豊登と新間寿は同月9日に新宿の東プロ事務所で会見し、新間寿は「（猪木側の）告発のような事実は全くなく、実際に東プロは約4500万の負債があったため、横領などできる金はない。実際の興行収入の3,000万円も経費と負債の返済で吹き飛び、オリエント・プロの未収金もあったが潰れてしまい回収が不可能となった。（板橋事件後の）『チャンピオン・シリーズ』の売り上げは猪木側がすべて持っていったため会社に金は全く入っていない」と反論した。また、猪木に対し「名誉毀損、背任容疑」で反訴する構えを見せ、告訴合戦となって完全決裂の泥仕合へと発展した。この醜態はメディアにも報道され、国際プロレスとの業務提携も1月末に打ち切られ、東京プロレスは事実上崩壊した。なお、猪木による告訴は2か月後に取り下げられている。

### 崩壊後
猪木、豊登、新間父子は複数の債権者への返済に追われる形となった。国際プロレス中継を計画していたTBSは、1967年1月に吉原に対して猪木の国際入団を要請したものの、4月6日に猪木は日プロへ復帰することとなった。猪木は日プロ復帰後に非を認めて新間父子に謝罪したものの、後年の新日本プロレス旗揚げまで確執を残すこととなった。猪木とともに永源、高崎山三吉、柴田勝久は日プロに移籍したが、木村、寺西勇、仙台強、マンモス鈴木、大磯武、竹下民夫らは、国際プロレスへ移籍することとなった。またマサ斎藤は海外遠征を経た後に日プロへ復帰した。
一方の豊登は田中忠治とともに国際へ参加することとなり7月に合流。豊登は選手層が手薄であった国際の看板選手の1人として活躍したが1970年に引退。その後、豊登は1972年に猪木が日プロを追放される形で旗揚げした新日本プロレスに「テレビ放映が付くまで」との条件付きで「助っ人」として参戦。NETでの『ワールドプロレスリング』放映開始とともに新日本を去り、以降、プロレス界からフェード・アウトする形となった（詳しくは本人の項を参照）。
旗揚げから40年が経過した2006年に菊池孝、新間寿、竹内宏介の3者がインディー団体の歴史を語るイベント「三者三様 インディー伝説～トークLIVE 40年史～」が開催され、その歴史の起点として東京プロレスについて取り上げられた。そのため、東京プロレスを「日本初のインディー団体」とする意見もある。

## 所属選手
- 豊登
- アントニオ猪木
- 木村政雄（後のラッシャー木村）
- 斎藤昌典（後のマサ斎藤）
- 高崎山三吉（後の北沢幹之）
- 永源勝（後の永源遙）
- マンモス鈴木
- 田中忠治
- 寺西勇
- 柴田勝久
- 仙台強（後の大剛鉄之助）
- 大磯武
- 竹下岩夫（後の竹下民夫）
- 金田照男
- 中川弘

## コミッショナー
- 板橋菊松

## 来日外国人選手
- サニー・マイヤース
- ジョニー・バレンタイン
- ジョニー・パワーズ
- スタン・スタージャック
- スティーブ・スタンレー（英語版）
- ディーン樋口
- ザ・ヘラキュリー（ボビー・グラハム）
- ミステリアス・メディコ（ルー・ニューマン）
- ラッキー・シモノビッチ

## 関連書籍
- 『プロレス醜聞100連発!!』著：竹内宏介 日本スポーツ出版社 ISBN 978-4-930943-10-1
- 『プロレスへの遺言状』著：ユセフ・トルコ 河出書房新社 ISBN 978-4-309-26535-3
- 『週刊プロレスSPECIAL 日本プロレス事件史 Vol.8』ベースボール・マガジン社、2015年。ISBN 9784583622699。
- 『週刊プロレスSPECIAL 日本プロレス事件史 Vol.18』ベースボール・マガジン社、2016年。ISBN 9784583624181。
- 『日本プロレス史の目撃者が語る真相! 新間寿の我、未だ戦場に在り!＜獅子の巻＞』（ダイアプレス、2016年）p24-25
- 『東京プロレス』辰巳出版、2020年。ISBN 9784777826155。